# Hasbro Interactive
Hasbro Interactive è stata un'azienda statunitense specializzata nella progettazione e nella pubblicazione di videogiochi, sussidiaria di Hasbro, uno dei maggiori produttori di giochi statunitensi.
È stata fondata nel 1995 con l'intento di competere anche sul mercato dei giochi per console e per computer. Ha cessato le attività nel 2001 venendo venduta a Infogrames. In seguito è stata assorbita completamente da Atari, Inc. (gruppo Atari SA).

## Storia

### La creazione e le attività
Già alcuni titoli Hasbro come il Monopoly o lo Scarabeo erano stati convertiti in videogiochi, distribuiti su licenza da Virgin Interactive: con l'esperienza di Hasbro nel ramo dei giochi da tavolo, i videogiochi sembravano perciò una naturale espansione della società e una buona opportunità per aumentare gli introiti.
L'obiettivo di Hasbro Interactive fu quindi quello di sviluppare e pubblicare giochi basati sulle proprietà di Hasbro. La strategia prevedeva di sviluppare internamente e esternamente i videogiochi; per fare ciò, acquisì alcune piccole società come MicroProse e Spectrum HoloByte. Hasbro Interactive cercò di sfruttare i marchi Hasbro, i marchi MicroProse e i marchi di Avalon Hill e di Wizards of the Coast, due produttori di giochi, da tavolo e di carte collezionabili, rispettivamente. La società acquisì anche Atari Corporation e si imbarcò nello sviluppo di videogiochi su licenza, come Frogger di Konami.

### La situazione finanziaria
Negli anni novanta dal punto di vista finanziario, era in attivo: era divenuta il 3° produttore di videogiochi al mondo dopo tre anni dalla fondazione. Ma la società comunque non produceva profitti apprezzabili e nel 1999 molti videogiochi erano in ritardo sullo sviluppo ed erano stati assunti decine di impiegati per completarne lo sviluppo. I dirigenti decisero di chiudere alcuni studi per contenere i costi, tra cui lo studio di MicroProse ad Alameda, in California, e quello di Chapel Hill, nella Carolina del Nord.

### La vendita alla Infogrames
Nel gennaio del 2001 Hasbro decise di vendere Hasbro Interactive e la divisione Game.com al gruppo francese Infogrames, rinominando la Hasbro Interactive come Infogrames Interactive. Inoltre stipulò un accordo di licenza di lunga durata sulle sue proprietà intellettuali sempre con Infogrames. Infogrames, in seguito, raddoppiò le sedi: a quella di Lione ne affiancò una negli Stati Uniti d'America, che nacque dalla fusione tra la ex GT Interactive, che Infogrames aveva acquistato nel 1999, e la Hasbro Interactive, creando la Infogrames, Inc., che nel 2003 fu rinominata Atari, Inc., insieme alla Infogrames Interactive, ribattezzata Atari Interactive dopo la chiusura di Midway Games West, la società che deteneva ciò che rimaneva dell'originaria Atari, Inc. fondata nel lontano 1972.
Nel 2008 Infogrames ha completamente riassorbito Atari, Inc. e l'anno successivo ha cambiato il nome in Atari SA.

### La rinascita della Hasbro
Nel 2014 la Hasbro riottenne i diritti sui suoi giochi da Atari, Inc. (tranne le proprietà su Mr.Potato Head e Frogger, questo poi passò a Konami) e successivamente rilasciò Hasbro Arcade su iOS e Android, poi l'azienda creò Backflip Studios poi quest'ultima divisione venne chiusa e molto tempo arrivò a accordi e una quota societaria con Marmalade Game Studios.
Oggi in definitiva la Hasbro Interactive fa interamente capo a Hasbro Gaming, tramite questa divisione vengono gestiti i diritti per videogiochi e quant'altro nel settore.

## Videogiochi pubblicati
- Action Man: Mission Xtreme
- B-17 Flying Fortress
- Civilization II
- Falcon 4.0
- Frogger
- Glover — Nintendo 64, PS, Windows
- Grand Prix 3
- MechWarrior 3
- Monopoly (videogioco 1985) — Windows, PS
- Risk II
- RollerCoaster Tycoon
- Star Trek: Birth of the Federation